# Курт Вютрих
Курт Вютрих (на немски: Kurt Wüthrich), роден на 4 октомври 1938 г. в Арберг в кантон Берн, Швейцария е швейцарски химик и биофизик, носител на Нобелова награда за химия през 2002 г. Нобеловата награда получава за разработка на методи на ядрено-магнитен резонанс за изследване биологични макромолекули.

## Разработки
През 1985 г. Курт Вютрих разработва метод за определяне на това от кой именно атом идва всеки резонансен сигнал. Методът на Вютрих позволява да се отчита разстоянието между съседни атоми в молекулата и по такъв начин да се представи структурата на самата молекула. Сега са известни структурите на няколко хиляди белтъчни молекули и 15 – 20% от данните за това са получени по неговия метод. К. Вютрих е широко известен в научните среди със своите изследвания на „неправилните“ белтъчни съединения – прионите.